# Max Urich
Max Urich (* 10. Februar 1890 in Suhl; † 21. Juni 1968 in West-Berlin) war ein deutscher Politiker (SPD), Gewerkschaftsfunktionär (DMV) und Widerstandskämpfer.

## Leben
Unmittelbar nach der Kollaboration der ADGB-Gewerkschaften mit dem Nationalsozialismus am 1. Mai 1933 wurde Max Urich bei der Erstürmung der Zentrale der sozialdemokratischen Metallarbeitergewerkschaft am 2. Mai 1933 von einem SA-Trupp verhaftet und in das KZ Columbia verschleppt. Zu diesem Zeitpunkt war er Erster Bevollmächtigter der DMV-Verwaltungstelle Berlin. Nach seiner Freilassung schloss er sich der „illegalen“ Leitung der Berliner SPD an und war dort der  Gewerkschaftsvertreter. Zusammen mit Heinrich Schliestedt und Alwin Brandes organisierte Max Urich ein informelles Netzwerk mit Kontaktpersonen in allen größeren Metallbetrieben Berlins, mit denen Informationen über die politische Lage ausgetauscht wurden. Gemeinsam wurden gelegentlich auch Flugblätter hergestellt auf Abziehapparaten, die Brandes vor der Besetzung des DMV-Hauses hatte in Sicherheit bringen können.
Im März 1935 wurde er erneut verhaftet und vor dem Berliner Kammergericht angeklagt. Trotz des Freispruchs am 4. Februar 1936 wurde er bis 1939 ins KZ Sachsenhausen und anschließend ins KZ Buchenwald verbracht. Auch nach der Haftentlassung und trotz der mehrjährigen Unterbrechung fand er wieder Kontakt zu ehemaligen Gewerkschaftskollegen. Mit Wilhelm Leuschner baute er ein loses Verbindungsnetz zwischen einigen ehemals führenden ADGB-Funktionären in Deutschland auf. Nach dem 20. Juli 1944 wurde Urich erneut festgenommen. Während des Transports in das KZ Flossenbürg Anfang 1945 konnte er fliehen und sich bis zur endgültigen Zerschlagung des NS-Regimes verbergen.
Neben seiner berufs- und gewerkschaftspolitischen Tätigkeit war Max Urich auch kommunalpolitisch aktiv. Am 17. November 1929 wurde er für die SPD in die Bezirksverordnetenversammlung von Berlin-Wedding gewählt. Von 1954 bis 1963 war er Mitglied des Abgeordnetenhauses von Berlin.
Beigesetzt wurde Max Urich auf dem Urnenfriedhof Seestraße.

## Ehrungen
- In Berlin-Gesundbrunnen gibt es die Max-Urich-Straße